# Badminton-Juniorenweltmeisterschaft 2014
Die Badminton-Juniorenweltmeisterschaft 2014 fand vom 7. bis zum 18. April 2014 in Alor Setar in Malaysia statt. Zuerst wurde bis zum 11. April der Teamweltmeister ermittelt. Anschließend folgte bis zum 18. April der Einzelwettbewerb.

## Medaillengewinner
| Disziplin    | Gold | Silber | Bronze |
| ------------ | --- | --- | --- |
| Herreneinzel | Lin Guipu | Shi Yuqi | Anthony Ginting |
| Herreneinzel | Lin Guipu | Shi Yuqi | Zhao Junpeng |
| Dameneinzel  | Akane Yamaguchi | He Bingjiao | Aya Ohori |
| Dameneinzel  | Akane Yamaguchi | He Bingjiao | Qin Jinjing |
| Herrendoppel | Kittinupong Kedren Dechapol Puavaranukroh | Masahide Nakata Katsuki Tamate | Muhammad Rian Ardianto Clinton Hendrik Kudamassa |
| Herrendoppel | Kittinupong Kedren Dechapol Puavaranukroh | Masahide Nakata Katsuki Tamate | Kim Jae-hwan Kim Jung-ho |
| Damendoppel  | Chen Qingchen Jia Yifan | Rosyita Eka Putri Sari Apriyani Rahayu | Du Yue Li Yinhui |
| Damendoppel  | Chen Qingchen Jia Yifan | Rosyita Eka Putri Sari Apriyani Rahayu | Jiang Binbin Tang Pingyang |
| Mixed        | Huang Kaixiang Chen Qingchen | Muhammad Rian Ardianto Rosyita Eka Putri Sari | Park Kyung-hoon Park Keun-hye |
| Mixed        | Huang Kaixiang Chen Qingchen | Muhammad Rian Ardianto Rosyita Eka Putri Sari | Yuta Watanabe Arisa Higashino |
| Mannschaft   | China Ye Binghong Lin Guipu Zhao Jian He Jiting Zhao Junpeng Huang Kaixiang Xu Linhan Zheng Siwei Shi Yuqi Yao Zhidi Jiang Binbin He Bingjiao Qin Jinjing Tang Pingyang Chen Qingchen Chen Xiaoxin Jia Yifan Li Yinhui Chen Yufei Du Yue | Indonesien Althof Baariq Anthony Ginting Clinton Hendrik Kudamassa Firman Abdul Kholik Gea Kamahamas Prima Putra Jonatan Christie Muhammad Bayu Pangisthu Muhammad Rian Ardianto Rafiddias Akhdan Nugroho Reinard Dhanriano Fitriani Apriyani Rahayu Gregoria Mariska Tunjung Jauza Fadhila Sugiarto Marshiella Gischa Islami Nisak Puji Lestari Rosyita Eka Putri Sari Ruselli Hartawan Sinta Arum Zakia Ulfa | Japan Hashiru Shimono Kanta Tsuneyama Katsuki Tamate Kazuki Kirita Kenya Mitsuhashi Masahide Nakata Minoru Koga Yuta Watanabe Akane Araki Akane Yamaguchi Arisa Higashino Aya Ohori Chiharu Shida Natsuki Nidaira Rira Kawashima Saori Ozaki Wakana Nagahara |
| Mannschaft   | China Ye Binghong Lin Guipu Zhao Jian He Jiting Zhao Junpeng Huang Kaixiang Xu Linhan Zheng Siwei Shi Yuqi Yao Zhidi Jiang Binbin He Bingjiao Qin Jinjing Tang Pingyang Chen Qingchen Chen Xiaoxin Jia Yifan Li Yinhui Chen Yufei Du Yue | Indonesien Althof Baariq Anthony Ginting Clinton Hendrik Kudamassa Firman Abdul Kholik Gea Kamahamas Prima Putra Jonatan Christie Muhammad Bayu Pangisthu Muhammad Rian Ardianto Rafiddias Akhdan Nugroho Reinard Dhanriano Fitriani Apriyani Rahayu Gregoria Mariska Tunjung Jauza Fadhila Sugiarto Marshiella Gischa Islami Nisak Puji Lestari Rosyita Eka Putri Sari Ruselli Hartawan Sinta Arum Zakia Ulfa | Thailand Adulrach Namkul Arkornnit Thaptimdong Dechapol Puavaranukroh Kantaphon Wangcharoen Kantawat Leelavechabutr Kittinupong Kedren Mek Narongrit Sirawit Suharitdumrong Supak Jomkoh Tanupat Viriyangkura Alisa Sapniti Busanan Ongbumrungpan Chanisa Teachavorasinskun Kilasu Ostermeyer Lam Narissapat Natcha Saengchote Pacharapun Chochuwong Pornprawee Chochuwong Puttita Supajirakul Thamolwan Poopradubsil |